# Endoderm

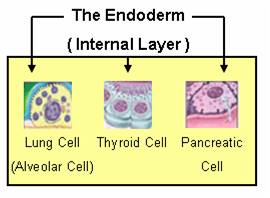
Organele derivate din endoderm

Endodermul este unul dintre cele trei foițe primare din dezvoltarea embrionului de la animalele superioare, aflându-se la interior.  Celelalte două foițe, ectodermul și mezodermul se află la exterior și între cele două. 